# NVIDIA Omniverse
NVIDIA Omniverse是NVIDIA发布的一个计算机图形与仿真模拟平台。

## 硬件
平台基于皮克斯的通用場景描述（Universal Scene Description，簡稱USD）与NVIDIA RTX技术。

## 功能
Omniverse AEC Experience 具有一键能在 Autodesk Revit、McNeel Rhino 或 Trimble SketchUp 之间切换的功能。
Omniverse 借助Omniverse View 引入了一种渲染，模块通过多个 NVIDIA RTX GPU 加速，能实现可扩展性。NVIDIA Omniverse具备一键分享高保真光线追踪模型，可以在分享的手机、平板、浏览器上查看模型。
Omniverse View可以将Omniverse内部不同应用中的3D内容集中显示，也能在3D应用使用时直接显示内容。
Omniverse Viewer 利用了 RTX 技术、CUDA 核心并且支持 Tensor Core 的 AI技术。